# YES24

YES24의 도서 포장 박스

YES24(예스24, 예스이십사)는 대한민국의 온라인 서점이다.

## 연혁
1998년 6월에 설립된 순수 전자책만 판매하는 온라인 서점 웹폭스(WebFox)를 전신으로 한다. 이후, 1998년 12월, 인터넷 할인 서점 다빈치 서비스를 시작하다, 1999년 4월 1일 현재 이름으로 법인명과 URL을 바꾼다.
2002년 8월에는 동종 업체이자 당시 2위를 달리고 있던 와우북과 YES24와 와우북 주식을 1:5 비율로 맞교환하는 형식으로 합병하여 같은 해 11월에 전면 통합 작업을 마쳤다. 이후 빠르게 성장하고 있으며, 대한민국 인터넷 서점 업계 1위, 전체 인터넷 쇼핑몰 중에서 8위를 달리고 있다. 현 대주주는 한세실업으로, 2003년 5월 회사를 인수하였다. 현재 김석환이 대표이사로 있는 지주회사인 한세예스24홀딩스의 자회사이기도 하다.
2004년에는 도서 본문 검색 서비스를 오픈했고, 2006년에는 U-book 서비스와 SK텔레콤의 무선네이트를 이용한 모바일 서점, 그리고 e-러닝 서비스를 오픈했다.
2007년 8월 6일부터 공연의 예약 서비스도 실시하고 있다.
2016년 4월 1일 창립 17주년을 맞아 강남역에 중고서점을 열어 중고서점 서비스를 시작하였다.
2025년 6월 9일 월요일 새벽 4시, 랜섬웨어 해킹을 당하여 접속 장애가 발생하였다.

## 수상 실적
- 1999년 제1회 조선일보 인터넷대상 전자상거래 부분 대상 및 인기상 수상
- 2002년 ACNielsen 조사 국내쇼핑몰 선호도 6위 선정
- 2002년 3회 연속 한국능률협회 컨설팅 대한민국 웹사이트 조사 1위 수상
- 2003년 인터넷기업협회 올해의 기업상 최우수상 수상
- 2003년 대한민국 전자상거래 대상 전문쇼핑몰 1위 수상
- 2003년 한국표준협회 한국서비스품질지수 1위업체 선정
- 2004년 한국일보 서비스만족대상
- 2004년 한국경제 비전경영 CEO대상
- 2004년 한국서비스 품질지수 1위
- 2004년 IPS 기업브랜드 가치평가 (온라인 서점 부문 1위)
- 2007년~2011년 4년 연속 대한민국 퍼스트브랜드 대상 수상
- 2010년 한국유통대상 국무총리상 수상
- 2009~2011년 3년 연속 한국산업의 고객만족도 KCSI 수상

## 고교동문전
YES24가 후원하고 바둑TV가 주최하는 바둑 대회로 2007년부터 시작됐다.

6기 대회부터 바둑꿈나무 후원 캠페인을 함께 진행하고 있다.
| 회차 | 일자             | 우승         | 준우승           | 준결승                                              |
| ---- | ---------------- | ------------ | ---------------- | --------------------------------------------------- |
| 1기  | 2007년 9월 1일   | 충암고등학교 | 경기고등학교     | 경성고등학교 용산고등학교                           |
| 2기  | 2008년 9월 6일   | 경성고등학교 | 충암고등학교     | 경남고등학교 대구고등학교                           |
| 3기  | 2009년 12월 19일 | 개성고등학교 | 광주제일고등학교 | 마산고등학교 해운대고등학교                         |
| 4기  | 2010년 12월 18일 | 충암고등학교 | 경기고등학교     | 경성고등학교 대광고등학교                           |
| 5기  | 2012년 1월 28일  | 충암고등학교 | 경복고등학교     | 용산고등학교 휘문고등학교                           |
| 6기  | 2013년 1월 26일  | 충암고등학교 | 휘문고등학교     | 경기고등학교 경복고등학교 충암고등학교 휘문고등학교 |

## 사건사고
2025년 6월 9일 새벽 4시부터 랜섬웨어 공격으로 인해 홈페이지와 스마트폰 앱에서 접속 불능 장애가 발생했다. 이 공격으로 인해 YES24의 웹사이트, 모바일 애플리케이션, 크레마 전자책 서비스, 그리고 회사 홈페이지를 포함한 모든 온라인 서비스가 마비되었다. YES24는 초기에는 '시스템 점검'을 이유로 서비스 중단을 공지했으나, 약 36시간이 지난 6월 10일 오후에 랜섬웨어 공격으로 인한 장애임을 공식 인정했다. 이로 인해 도서 검색, 주문, 배송, 티켓 예매, 전자책 이용 등 YES24가 제공하는 전반적인 온라인 서비스 이용이 불가능해졌다. 특히, 공연 및 팬사인회 티켓 예매 일정에 차질이 생겨 박보검, 엔하이픈, 에이티즈, B.I 등 여러 연예인의 팬 미팅 및 팬사인회 일정이 연기되거나 취소되었다. YES24는 내부 조사 결과 개인정보 유출 정황은 확인되지 않았으며, 주문 정보를 포함한 모든 데이터는 정상적으로 보유 중이라고 밝혔다. 그러나 한국인터넷진흥원(KISA)은 YES24가 KISA와의 협력을 언급한 것과 달리 기술 지원에 협조하지 않고 있다고 밝혀 논란이 일었다. 경찰은 이번 해킹 사건에 대해 내사에 착수했으며, 해킹 주체 및 개인정보 유출 여부 등을 조사할 계획이다. YES24는 서비스 정상화 이후 피해를 입은 회원들을 위한 구체적인 보상 방안을 마련할 것이라고 밝혔다. 6월 13일 오후 10시 30분 부터 운영이 재개되었다.

## 같이 보기
- 한국 이퍼브
- 알라딘커뮤니케이션